# Spanien i Eurovision Song Contest
Spanien debuterede i Eurovision Song Contest i 1961 med "Estando contigo", sunget af Conchita Bautista. Landet har efterfølgende deltaget hvert år uden afbrydelser.
Spanien har vundet konkurrencen to gange, i 1968 med "La la la", sunget af Massiel, samt i 1969 med "Vivo cantando", sunget af Salomé. Ved sidstnævnte lejlighed måtte de dog dele førstepladsen med Storbritannien, Holland og Frankrig, da alle fire lande endte i toppen med det samme antal point, og da der ikke eksisterede nogle tie break-regler på dette tidspunkt.
Udover de to første pladser har Spanien opnået fire andenpladser, i 1971, 1973, 1979 og 1995.
Det bedst kendte spanske bidrag er formentlig Mocedades' "Eres tú", der opnåede en andenplads i 1973. Sangen blev i 2005 kåret til den 11. bedste Eurovision-sang ved 50 års-jubilæumsshowet Congratulations i København.
Siden 1999 har Spanien været et af de såkaldte Big 4-lande (fra 2011 Big 5), da de i lighed med Storbritannien, Tyskland, Frankrig, og fra 2011 Italien, automatisk sikret en finaleplads hvert år. Spanien har derfor ikke skullet deltage i en semifinale.

## Repræsentanter
Nøgle
     Vinder
     Anden plads
     Tredje plads
     Sidste plads
     Deltager valgt, men konkurrerede ikke
| År   | Kunstner              | Sang                                     | Sprog                | Oversættelse                         | Finale             | Point              | Semi                        | Point                       |
| ---- | --------------------- | ---------------------------------------- | -------------------- | ------------------------------------ | ------------------ | ------------------ | --------------------------- | --------------------------- |
| 1961 | Conchita Bautista     | "Estando contigo"                        | Spansk               | At være sammen med dig               | 9                  | 8                  | Ingen semifinaler           | Ingen semifinaler           |
| 1962 | Víctor Balaguer       | "Llámame"                                | Spansk               | Ring til mig                         | 13                 | 0                  | Ingen semifinaler           | Ingen semifinaler           |
| 1963 | José Guardiola        | "Algo prodigioso"                        | Spansk               | Noget fænomenalt                     | 12                 | 2                  | Ingen semifinaler           | Ingen semifinaler           |
| 1964 | Tim, Nelly & Tony     | "Caracola"                               | Spansk               | Konkylie                             | 12                 | 1                  | Ingen semifinaler           | Ingen semifinaler           |
| 1965 | Conchita Bautista     | "Qué bueno, qué bueno"                   | Spansk               | Hvor godt, hvor godt                 | 15                 | 0                  | Ingen semifinaler           | Ingen semifinaler           |
| 1966 | Raphael               | "Yo soy aquél"                           | Spansk               | Jeg er den                           | 7                  | 9                  | Ingen semifinaler           | Ingen semifinaler           |
| 1967 | Raphael               | "Hablemos del amor"                      | Spansk               | Lad os tale om kærlighed             | 6                  | 9                  | Ingen semifinaler           | Ingen semifinaler           |
| 1968 | Massiel               | "La la la"                               | Spansk               | —                                    | 1                  | 29                 | Ingen semifinaler           | Ingen semifinaler           |
| 1969 | Salomé                | "Vivo cantando"                          | Spansk               | Jeg lever syngende                   | 1                  | 18                 | Ingen semifinaler           | Ingen semifinaler           |
| 1970 | Julio Iglesias        | "Gwendolyne"                             | Spansk               | —                                    | 4                  | 8                  | Ingen semifinaler           | Ingen semifinaler           |
| 1971 | Karina                | "En un mundo nuevo"                      | Spansk               | I en ny verden                       | 2                  | 116                | Ingen semifinaler           | Ingen semifinaler           |
| 1972 | Jaime Morey           | "Amanece"                                | Spansk               | Dæmrer                               | 10                 | 83                 | Ingen semifinaler           | Ingen semifinaler           |
| 1973 | Mocedades             | "Eres tú"                                | Spansk               | Det er dig                           | 2                  | 125                | Ingen semifinaler           | Ingen semifinaler           |
| 1974 | Peret                 | "Canta y sé feliz"                       | Spansk               | Syng og vær glad                     | 9                  | 10                 | Ingen semifinaler           | Ingen semifinaler           |
| 1975 | Sergio y Estíbaliz    | "Tú volverás"                            | Spansk               | Du vil komme tilbage                 | 10                 | 53                 | Ingen semifinaler           | Ingen semifinaler           |
| 1976 | Braulio               | "Sobran las palabras"                    | Spansk               | Ord er overflødige                   | 16                 | 11                 | Ingen semifinaler           | Ingen semifinaler           |
| 1977 | Micky                 | "Enséñame a cantar"                      | Spansk               | Lær mig at synge                     | 9                  | 52                 | Ingen semifinaler           | Ingen semifinaler           |
| 1978 | José Vélez            | "Bailemos un vals"                       | Spansk, fransk       | Vi danser en vals                    | 9                  | 65                 | Ingen semifinaler           | Ingen semifinaler           |
| 1979 | Betty Missiego        | "Su canción"                             | Spansk               | Hans sang                            | 2                  | 116                | Ingen semifinaler           | Ingen semifinaler           |
| 1980 | Trigo Limpio          | "Quédate esta noche"                     | Spansk               | Bliv hos mig i nat                   | 12                 | 38                 | Ingen semifinaler           | Ingen semifinaler           |
| 1981 | Bacchelli             | "Y solo tú"                              | Spansk               | Og kun du                            | 14                 | 38                 | Ingen semifinaler           | Ingen semifinaler           |
| 1982 | Lucía                 | "Él"                                     | Spansk               | Han                                  | 10                 | 52                 | Ingen semifinaler           | Ingen semifinaler           |
| 1983 | Remedios Amaya        | "¿Quién maneja mi barca?"                | Spansk               | Hvem håndterer min båd?              | 19                 | 0                  | Ingen semifinaler           | Ingen semifinaler           |
| 1984 | Bravo                 | "Lady, Lady"                             | Spansk               | Frøken, frøken                       | 3                  | 106                | Ingen semifinaler           | Ingen semifinaler           |
| 1985 | Paloma San Basilio    | "La fiesta terminó"                      | Spansk               | Festen sluttede                      | 14                 | 36                 | Ingen semifinaler           | Ingen semifinaler           |
| 1986 | Cadillac              | "Valentino"                              | Spansk               | —                                    | 10                 | 51                 | Ingen semifinaler           | Ingen semifinaler           |
| 1987 | Patricia Kraus        | "No estás solo"                          | Spansk               | Du er ikke alene                     | 19                 | 10                 | Ingen semifinaler           | Ingen semifinaler           |
| 1988 | La Década             | "La chica que yo quiero (Made in Spain)" | Spansk               | Pigen jeg elsker                     | 11                 | 58                 | Ingen semifinaler           | Ingen semifinaler           |
| 1989 | Nina                  | "Nacida para amar"                       | Spansk               | Født til at elske                    | 6                  | 88                 | Ingen semifinaler           | Ingen semifinaler           |
| 1990 | Azúcar Moreno         | "Bandido"                                | Spansk               | Bandit                               | 5                  | 96                 | Ingen semifinaler           | Ingen semifinaler           |
| 1991 | Sergio Dalma          | "Bailar pegados"                         | Spansk               | At danse tæt                         | 4                  | 119                | Ingen semifinaler           | Ingen semifinaler           |
| 1992 | Serafín Zubiri        | "Todo esto es la música"                 | Spansk               | Alt dette er musik                   | 14                 | 37                 | Ingen semifinaler           | Ingen semifinaler           |
| 1993 | Eva Santamaría        | "Hombres"                                | Spansk               | Mænd                                 | 11                 | 58                 | Kvalifikacija za Millstreet | Kvalifikacija za Millstreet |
| 1994 | Alejandro Abad        | "Ella no es ella"                        | Spansk               | Hun er ikke hende                    | 18                 | 17                 | Ingen semifinaler           | Ingen semifinaler           |
| 1995 | Anabel Conde          | "Vuelve conmigo"                         | Spansk               | Kom tilbage til mig                  | 2                  | 119                | Ingen semifinaler           | Ingen semifinaler           |
| 1996 | Antonio Carbonell     | "¡Ay, qué deseo!"                        | Spansk               | Åh, jeg ønsker!                      | 20                 | 17                 | 14                          | 43                          |
| 1997 | Marcos Llunas         | "Sin rencor"                             | Spansk               | Uden nag                             | 6                  | 96                 | Ingen semifinaler           | Ingen semifinaler           |
| 1998 | Mikel Herzog          | "¿Qué voy a hacer sin ti?"               | Spansk               | Hvad gør jeg uden dig?               | 16                 | 21                 | Ingen semifinaler           | Ingen semifinaler           |
| 1999 | Lydia                 | "No quiero escuchar"                     | Spansk               | Jeg ønsker ikke at lytte             | 23                 | 1                  | Ingen semifinaler           | Ingen semifinaler           |
| 2000 | Serafín Zubiri        | "Colgado de un sueño"                    | Spansk               | Hængende i en drøm                   | 18                 | 18                 | Ingen semifinaler           | Ingen semifinaler           |
| 2001 | David Civera          | "Dile que la quiero"                     | Spansk               | Fortæl hende at jeg elsker hende     | 6                  | 76                 | Ingen semifinaler           | Ingen semifinaler           |
| 2002 | Rosa                  | "Europe's Living a Celebration"          | Spansk, engelsk      | Europa holder fest                   | 7                  | 81                 | Ingen semifinaler           | Ingen semifinaler           |
| 2003 | Beth                  | "Dime"                                   | Spansk               | Fortæl mig                           | 8                  | 81                 | Ingen semifinaler           | Ingen semifinaler           |
| 2004 | Ramón                 | "Para llenarme de ti"                    | Spansk               | At blive fyldt af dig                | 10                 | 87                 | Medlem af Big 4             | Medlem af Big 4             |
| 2005 | Son de Sol            | "Brujería"                               | Spansk               | Hekseri                              | 21                 | 28                 | Medlem af Big 4             | Medlem af Big 4             |
| 2006 | Las Ketchup           | "Un blodymary"                           | Spansk               | En Bloody Mary                       | 21                 | 18                 | Medlem af Big 4             | Medlem af Big 4             |
| 2007 | D'NASH                | "I Love You Mi Vida"                     | Spansk, engelsk      | Jeg elsker dig mit liv               | 20                 | 43                 | Medlem af Big 4             | Medlem af Big 4             |
| 2008 | Rodolfo Chikilicuatre | "Baila el Chiki Chiki"                   | Spansk, engelsk      | Dans Chiki Chiki                     | 16                 | 55                 | Medlem af Big 4             | Medlem af Big 4             |
| 2009 | Soraya                | "La noche es para mi"                    | Spansk, engelsk      | Natten er for mig                    | 24                 | 23                 | Medlem af Big 4             | Medlem af Big 4             |
| 2010 | Daniel Diges          | "Algo pequeñito"                         | Spansk               | Noget småt                           | 15                 | 68                 | Medlem af Big 4             | Medlem af Big 4             |
| 2011 | Lucia Perez           | "Que me quiten lo bailao"                | Spansk               | Ingen kan tage de gode tider fra mig | 23                 | 50                 | Medlem af Big 5             | Medlem af Big 5             |
| 2012 | Pastora Soler         | "Quédate conmigo"                        | Spansk               | Bliv hos mig                         | 10                 | 97                 | Medlem af Big 5             | Medlem af Big 5             |
| 2013 | ESDM                  | "Contigo hasta el final"                 | Spansk               | Med dig til enden                    | 25                 | 8                  | Medlem af Big 5             | Medlem af Big 5             |
| 2014 | Ruth Lorenzo          | "Dancing in the Rain"                    | Engelsk, spansk      | Danser i regnen                      | 10                 | 74                 | Medlem af Big 5             | Medlem af Big 5             |
| 2015 | Edurne                | "Amanecer"                               | Spansk               | Daggry                               | 21                 | 15                 | Medlem af Big 5             | Medlem af Big 5             |
| 2016 | Barei                 | "Say Yay!"                               | Engelsk              | Sig juhu!                            | 22                 | 77                 | Medlem af Big 5             | Medlem af Big 5             |
| 2017 | Manel Navarro         | "Do It For Your Lover"                   | Spansk, engelsk      | Gør det for din elsker               | 26                 | 5                  | Medlem af Big 5             | Medlem af Big 5             |
| 2018 | Amaia y Alfred        | "Tu canción"                             | Spansk               | Din sang                             | 23                 | 61                 | Medlem af Big 5             | Medlem af Big 5             |
| 2019 | Miki Núñez            | "La venda"                               | Spansk               | Bandagen                             | 22                 | 54                 | Medlem af Big 5             | Medlem af Big 5             |
| 2020 | Blas Cantó            | "Universo"                               | Spansk               | Universet                            | Konkurrence aflyst | Konkurrence aflyst | Medlem af Big 5             | Medlem af Big 5             |
| 2021 | Blas Cantó            | "Voy a quedarme"                         | Spansk               | Jeg vil blive her                    | 24                 | 6                  | Medlem af Big 5             | Medlem af Big 5             |
| 2022 | Chanel                | "SloMo"                                  | Spansk, engelsk      | —                                    | 3                  | 459                | Medlem af Big 5             | Medlem af Big 5             |
| 2023 | Blanca Paloma         | "Eaea"                                   | Spansk               | —                                    | 17                 | 100                | Medlem af Big 5             | Medlem af Big 5             |
| 2024 | Nebulossa             | "Zorra"                                  | Spansk               | Kælling                              | 22                 | 30                 | Medlem af Big 5             | Medlem af Big 5             |
| 2025 | Melody                | "Esa diva"                               | Spansk               | Den diva                             | 24                 | 37                 | Medlem af Big 5             | Medlem af Big 5             |
| 2026 | TBD 14. februar 2026  | TBD 14. februar 2026                     | TBD 14. februar 2026 | TBD 14. februar 2026                 |                    |                    | Medlem af Big 5             | Medlem af Big 5             |

## Pointstatistik (1961-2025)

### Flest point til og fra - top 5
NB: Kun point givet i finalerne er talt med.
| Spanien har givet flest point til | Spanien har givet flest point til | Spanien har givet flest point til |
| Placering                         | Land                              | Point                             |
| --------------------------------- | --------------------------------- | --------------------------------- |
| 1                                 | Italien                           | 282                               |
| 2                                 | Tyskland                          | 245                               |
| 3                                 | Portugal                          | 201                               |
| 4                                 | Frankrig                          | 198                               |
| 5                                 | Sverige                           | 197                               |

| Spanien har modtaget flest point fra | Spanien har modtaget flest point fra | Spanien har modtaget flest point fra |
| Placering                            | Land                                 | Point                                |
| ------------------------------------ | ------------------------------------ | ------------------------------------ |
| 1                                    | Portugal                             | 265                                  |
| 2                                    | Frankrig                             | 201                                  |
| 3                                    | Schweiz                              | 192                                  |
| 4                                    | Belgien                              | 169                                  |
| 5                                    | Grækenland                           | 158                                  |

### 12 point til og fra
NB: Kun 12 point givet i finalerne er talt med.
| Spanien har modtaget 12 point fra | Spanien har modtaget 12 point fra                                                  | Spanien har modtaget 12 point fra |
| År                                | Jury                                                                               | Televoting                        |
| --------------------------------- | ---------------------------------------------------------------------------------- | --------------------------------- |
| 1978                              | Danmark                                                                            | Ingen separat televoting          |
| 1979                              | Belgien, Italien, Schweiz, Tyskland                                                | Ingen separat televoting          |
| 1984                              | Portugal, Tyrkiet                                                                  | Ingen separat televoting          |
| 1985                              | Tyrkiet                                                                            | Ingen separat televoting          |
| 1990                              | Tyskland                                                                           | Ingen separat televoting          |
| 1991                              | Cypern, Schweiz                                                                    | Ingen separat televoting          |
| 1995                              | Belgien, Israel                                                                    | Ingen separat televoting          |
| 1997                              | Malta                                                                              | Ingen separat televoting          |
| 2001                              | Israel                                                                             | Ingen separat televoting          |
| 2002                              | Belgien, Frankrig, Schweiz                                                         | Ingen separat televoting          |
| 2003                              | Israel, Portugal                                                                   | Ingen separat televoting          |
| 2004                              | Andorra, Portugal                                                                  | Ingen separat televoting          |
| 2005                              | Andorra                                                                            | Ingen separat televoting          |
| 2006                              | Andorra                                                                            | Ingen separat televoting          |
| 2007                              | Albanien                                                                           | Ingen separat televoting          |
| 2008                              | Andorra                                                                            | Ingen separat televoting          |
| 2009                              | Andorra                                                                            | Ingen separat televoting          |
| 2010                              | Portugal                                                                           | Ingen separat televoting          |
| 2011                              | Frankrig, Portugal                                                                 | Ingen separat televoting          |
| 2012                              | Portugal                                                                           | Ingen separat televoting          |
| 2014                              | Albanien                                                                           | Ingen separat televoting          |
| 2016                              | Italien                                                                            | Modtog ikke 12 point              |
| 2018                              | Modtog ikke 12 point                                                               | Portugal                          |
| 2019                              | Modtog ikke 12 point                                                               | Portugal                          |
| 2022                              | Armenien, Australien, Irland, Malta, Nordmakedonien, Portugal, San Marino, Sverige | Grækenland                        |

| Spanien har givet 12 point til | Spanien har givet 12 point til | Spanien har givet 12 point til |
| År                             | Jury                           | Televoting                     |
| ------------------------------ | ------------------------------ | ------------------------------ |
| 1975                           | Holland                        | Ingen separat televoting       |
| 1976                           | Storbritannien                 | Ingen separat televoting       |
| 1977                           | Grækenland                     | Ingen separat televoting       |
| 1978                           | Luxembourg                     | Ingen separat televoting       |
| 1979                           | Tyskland                       | Ingen separat televoting       |
| 1980                           | Tyskland                       | Ingen separat televoting       |
| 1981                           | Tyskland                       | Ingen separat televoting       |
| 1982                           | Tyskland                       | Ingen separat televoting       |
| 1983                           | Grækenland                     | Ingen separat televoting       |
| 1984                           | Italien                        | Ingen separat televoting       |
| 1985                           | Italien                        | Ingen separat televoting       |
| 1986                           | Irland                         | Ingen separat televoting       |
| 1987                           | Italien                        | Ingen separat televoting       |
| 1988                           | Irland                         | Ingen separat televoting       |
| 1989                           | Italien                        | Ingen separat televoting       |
| 1990                           | Italien                        | Ingen separat televoting       |
| 1991                           | Israel                         | Ingen separat televoting       |
| 1992                           | Malta                          | Ingen separat televoting       |
| 1993                           | Portugal                       | Ingen separat televoting       |
| 1994                           | Portugal                       | Ingen separat televoting       |
| 1995                           | Kroatien                       | Ingen separat televoting       |
| 1996                           | Belgien                        | Ingen separat televoting       |
| 1997                           | Tyrkiet                        | Ingen separat televoting       |
| 1998                           | Tyskland                       | Ingen separat televoting       |
| 1999                           | Kroatien                       | Ingen separat televoting       |
| 2000                           | Tyskland                       | Ingen separat televoting       |
| 2001                           | Grækenland                     | Ingen separat televoting       |
| 2002                           | Letland                        | Ingen separat televoting       |
| 2003                           | Belgien                        | Ingen separat televoting       |
| 2004                           | Tyskland                       | Ingen separat televoting       |
| 2005                           | Rumænien                       | Ingen separat televoting       |
| 2006                           | Rumænien                       | Ingen separat televoting       |
| 2007                           | Rumænien                       | Ingen separat televoting       |
| 2008                           | Rumænien                       | Ingen separat televoting       |
| 2009                           | Norge                          | Ingen separat televoting       |
| 2010                           | Tyskland                       | Ingen separat televoting       |
| 2011                           | Italien                        | Ingen separat televoting       |
| 2012                           | Sverige                        | Ingen separat televoting       |
| 2013                           | Italien                        | Ingen separat televoting       |
| 2014                           | Østrig                         | Ingen separat televoting       |
| 2015                           | Italien                        | Ingen separat televoting       |
| 2016                           | Armenien                       | Bulgarien                      |
| 2017                           | Portugal                       | Portugal                       |
| 2018                           | Cypern                         | Israel                         |
| 2019                           | Sverige                        | Italien                        |
| 2021                           | Frankrig                       | Frankrig                       |
| 2022                           | Aserbajdsjan                   | Ukraine                        |
| 2023                           | Sverige                        | Finland                        |
| 2024                           | Schweiz                        | Israel                         |
| 2025                           | Schweiz                        | Israel                         |

### Flest point til og fra - alle lande
NB: Kun point givet i finalerne er talt med.
| Spanien har givet point til | Spanien har givet point til | Spanien har givet point til |
| Placering                   | Land                        | Point                       |
| --------------------------- | --------------------------- | --------------------------- |
| 1                           | Italien                     | 282                         |
| 2                           | Tyskland                    | 245                         |
| 3                           | Portugal                    | 201                         |
| 4                           | Frankrig                    | 198                         |
| 5                           | Sverige                     | 197                         |
| 6                           | Storbritannien              | 174                         |
| 7                           | Irland                      | 168                         |
| 8                           | Israel                      | 166                         |
| 9                           | Rumænien                    | 142                         |
| 10                          | Holland                     | 136                         |
| 11                          | Grækenland                  | 132                         |
| 12                          | Belgien                     | 123                         |
| 13                          | Schweiz                     | 116                         |
| 14                          | Østrig                      | 108                         |
| 15                          | Ukraine                     | 107                         |
| 16                          | Malta                       | 100                         |
| 17                          | Norge                       | 95                          |
| 18                          | Danmark                     | 83                          |
| 19                          | Cypern                      | 78                          |
| 20                          | Finland                     | 72                          |
| 21                          | Luxembourg                  | 71                          |
| 22                          | Armenien                    | 68                          |
| 23                          | Island                      | 67                          |
| =                           | Rusland                     | 67                          |
| 25                          | Bulgarien                   | 55                          |
| 26                          | Tyrkiet                     | 53                          |
| 27                          | Jugoslavien                 | 51                          |
| 28                          | Australien                  | 50                          |
| 29                          | Moldova                     | 47                          |
| 30                          | Estland                     | 45                          |
| 31                          | Kroatien                    | 41                          |
| 32                          | Monaco                      | 39                          |
| 33                          | Aserbajdsjan                | 36                          |
| 34                          | Letland                     | 29                          |
| 35                          | Ungarn                      | 24                          |
| 36                          | Polen                       | 22                          |
| 37                          | Tjekkiet                    | 20                          |
| 38                          | Slovenien                   | 16                          |
| 39                          | Serbien                     | 13                          |
| 40                          | Litauen                     | 12                          |
| 41                          | Bosnien-Hercegovina         | 11                          |
| 42                          | Serbien og Montenegro       | 6                           |
| 43                          | Albanien                    | 4                           |
| 44                          | Slovakiet                   | 2                           |
| 45                          | Georgien                    | 1                           |
| 46                          | Andorra                     | 0                           |
| =                           | Hviderusland                | 0                           |
| =                           | Marokko                     | 0                           |
| =                           | Montenegro                  | 0                           |
| =                           | Nordmakedonien              | 0                           |
| =                           | San Marino                  | 0                           |

| Spanien har modtaget point fra | Spanien har modtaget point fra | Spanien har modtaget point fra |
| Placering                      | Land                           | Point                          |
| ------------------------------ | ------------------------------ | ------------------------------ |
| 1                              | Portugal                       | 265                            |
| 2                              | Frankrig                       | 201                            |
| 3                              | Schweiz                        | 192                            |
| 4                              | Belgien                        | 169                            |
| 5                              | Grækenland                     | 158                            |
| 6                              | Cypern                         | 143                            |
| 7                              | Israel                         | 136                            |
| 8                              | Tyskland                       | 134                            |
| 9                              | Italien                        | 128                            |
| 10                             | Tyrkiet                        | 118                            |
| 11                             | Finland                        | 106                            |
| 12                             | Storbritannien                 | 105                            |
| 13                             | Holland                        | 103                            |
| 14                             | Norge                          | 94                             |
| =                              | Irland                         | 94                             |
| 16                             | Luxembourg                     | 91                             |
| 17                             | Østrig                         | 87                             |
| 18                             | Malta                          | 84                             |
| 19                             | Sverige                        | 80                             |
| 20                             | Albanien                       | 78                             |
| 21                             | Andorra                        | 60                             |
| 22                             | Monaco                         | 57                             |
| =                              | Rumænien                       | 57                             |
| 24                             | Kroatien                       | 55                             |
| 25                             | Jugoslavien                    | 49                             |
| 26                             | Danmark                        | 43                             |
| 27                             | Armenien                       | 39                             |
| 28                             | Australien                     | 36                             |
| 29                             | Island                         | 35                             |
| 30                             | Aserbajdsjan                   | 31                             |
| =                              | San Marino                     | 31                             |
| 32                             | Bosnien-Hercegovina            | 30                             |
| 33                             | Bulgarien                      | 29                             |
| 34                             | Polen                          | 28                             |
| 35                             | Moldova                        | 27                             |
| =                              | Nordmakedonien                 | 27                             |
| =                              | Slovenien                      | 27                             |
| 38                             | Letland                        | 25                             |
| 39                             | Litauen                        | 23                             |
| 40                             | Montenegro                     | 22                             |
| =                              | Rusland                        | 22                             |
| 42                             | Serbien                        | 19                             |
| 43                             | Ungarn                         | 18                             |
| 44                             | Estland                        | 16                             |
| =                              | Tjekkiet                       | 16                             |
| 46                             | Georgien                       | 13                             |
| 47                             | Ukraine                        | 7                              |
| 48                             | Marokko                        | 5                              |
| 49                             | Slovakiet                      | 4                              |
| 50                             | Hviderusland                   | 2                              |
| 51                             | Serbien og Montenegro          | 0                              |

## Vært
| År   | By     | Scene       | Værter             |
| ---- | ------ | ----------- | ------------------ |
| 1969 | Madrid | Teatro Real | Laurita Valenzuela |

## Kommentatorer og jurytalsmænd
| År   | Kommentator                                                                   | Jurytalsmand                  |
| ---- | ----------------------------------------------------------------------------- | ----------------------------- |
| 1961 | Federico Gallo                                                                | Diego Ramírez Pastor          |
| 1962 | Federico Gallo                                                                | Luis Marsillach               |
| 1963 | Federico Gallo                                                                | Julio Rico                    |
| 1964 | Federico Gallo                                                                | Julio Rico                    |
| 1965 | Federico Gallo                                                                | Pepe Palau                    |
| 1966 | Federico Gallo                                                                | Blanca Álvarez                |
| 1967 | Federico Gallo                                                                | Blanca Álvarez                |
| 1968 | Federico Gallo                                                                | Joaquín Prat                  |
| 1969 | José Luis Uribarri                                                            | Joaquín Prat                  |
| 1970 | José Luis Uribarri                                                            | Joaquín Prat                  |
| 1971 | Joaquín Prat                                                                  | Ingen jurytalsmand            |
| 1972 | Julio Rico                                                                    | Ingen jurytalsmand            |
| 1973 | Julio Rico                                                                    | Ingen jurytalsmand            |
| 1974 | José Luis Uribarri                                                            | Antolín García                |
| 1975 | José Luis Uribarri                                                            | José María Íñigo              |
| 1976 | José Luis Uribarri                                                            | José María Íñigo              |
| 1977 | Miguel de los Santos                                                          | Isabel Tenaille               |
| 1978 | Miguel de los Santos                                                          | Matías Prats Luque            |
| 1979 | Miguel de los Santos                                                          | Manuel Almendros              |
| 1980 | Miguel de los Santos                                                          | Alfonso Lapeña                |
| 1981 | Miguel de los Santos                                                          | Isabel Tenaille               |
| 1982 | Miguel de los Santos                                                          | Marisa Naranjo                |
| 1983 | José-Miguel Ullán                                                             | Rosa Campano                  |
| 1984 | José-Miguel Ullán                                                             | Matilde Jarrín                |
| 1985 | Antonio Gómez                                                                 | Matilde Jarrín                |
| 1986 | Antonio Gómez                                                                 | Matilde Jarrín                |
| 1987 | Beatriz Pécker                                                                | Matilde Jarrín                |
| 1988 | Beatriz Pécker                                                                | Matilde Jarrín                |
| 1989 | Tomás Fernando Flores                                                         | Matilde Jarrín                |
| 1990 | Luis Cobos                                                                    | Matilde Jarrín                |
| 1991 | Tomás Fernando Flores                                                         | María Ángeles Balañac         |
| 1992 | José Luis Uribarri                                                            | María Ángeles Balañac         |
| 1993 | José Luis Uribarri                                                            | María Ángeles Balañac         |
| 1994 | José Luis Uribarri                                                            | María Ángeles Balañac         |
| 1995 | José Luis Uribarri                                                            | Belén Fernández de Henestrosa |
| 1996 | José Luis Uribarri                                                            | Belén Fernández de Henestrosa |
| 1997 | José Luis Uribarri                                                            | Belén Fernández de Henestrosa |
| 1998 | José Luis Uribarri                                                            | Belén Fernández de Henestrosa |
| 1999 | José Luis Uribarri                                                            | Hugo de Campos                |
| 2000 | José Luis Uribarri                                                            | Hugo de Campos                |
| 2001 | José Luis Uribarri                                                            | Jennifer Rope                 |
| 2002 | José Luis Uribarri                                                            | Anne Igartiburu               |
| 2003 | José Luis Uribarri                                                            | Anne Igartiburu               |
| 2004 | Beatriz Pécker                                                                | Anne Igartiburu               |
| 2005 | Beatriz Pécker                                                                | Ainhoa Arbizu                 |
| 2006 | Beatriz Pécker                                                                | Sonia Ferrer                  |
| 2007 | Beatriz Pécker                                                                | Ainhoa Arbizu                 |
| 2008 | José Luis Uribarri                                                            | Ainhoa Arbizu                 |
| 2009 | Joaquín Guzmán                                                                | Iñaki del Moral               |
| 2010 | José Luis Uribarri                                                            | Ainhoa Arbizu                 |
| 2011 | José María Íñigo                                                              | Elena S. Sánchez              |
| 2012 | José María Íñigo                                                              | Elena S. Sánchez              |
| 2013 | José María Íñigo                                                              | Inés Paz                      |
| 2014 | José María Íñigo                                                              | Carolina Casado               |
| 2015 | José María Íñigo & Julia Varela                                               | Lara Siscar                   |
| 2016 | José María Íñigo & Julia Varela                                               | Jota Abril                    |
| 2017 | José María Íñigo & Julia Varela                                               | Nieves Álvarez                |
| 2018 | Tony Aguilar, Julia Varela & Victor Escudero                                  | Nieves Álvarez                |
| 2019 | Tony Aguilar, Julia Varela & Victor Escudero                                  | Nieves Álvarez                |
| 2021 | Tony Aguilar, Julia Varela & Victor Escudero                                  | Nieves Álvarez                |
| 2022 | Tony Aguilar, Julia Varela & Victor Escudero                                  | Nieves Álvarez                |
| 2023 | Tony Aguilar, Julia Varela & Victor Escudero                                  | Ruth Lorenzo                  |
| 2024 | Tony Aguilar & Julia Varela (spansk) Sònia Urbano & Xavi Martínez (katalansk) | Soraya Arnelas                |
| 2025 | Tony Aguilar & Julia Varela (spansk) Sònia Urbano & Xavi Martínez (katalansk) | Chanel                        |

## Galleri
- D'NASH i Helsinki (2007)
- Rodolfo Chikilicuatre i Beograd (2008)